# Conferencia de Potsdam

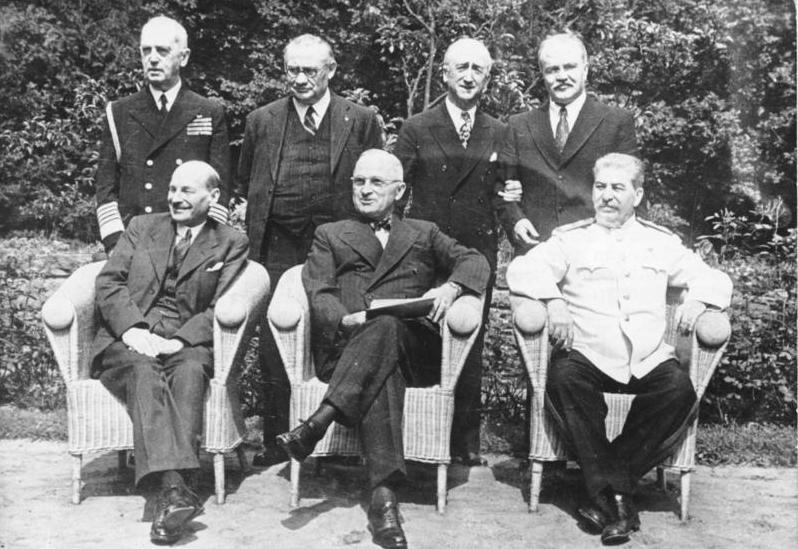
Foto de grupo tras la conferencia
Detrás de izquierda a derecha: William D. Leahy, Ernest Bevin, James F. Byrnes y Viacheslav Mólotov.
Delante de izquierda a derecha: Clement Attlee, Harry S. Truman y Iósif Stalin.

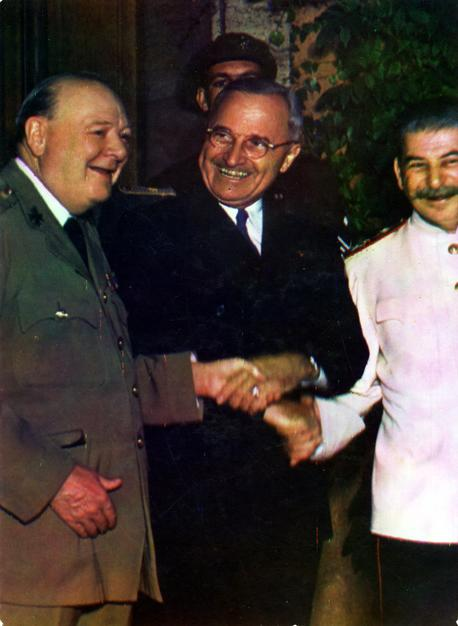
De izquierda a derecha: Winston Churchill, Harry S. Truman y Iósif Stalin, líderes de los países vencedores en la Conferencia.

La Conferencia de Potsdam fue una reunión llevada a cabo en Potsdam (cerca de Berlín), Alemania entre el 17 de julio y el 2 de agosto de 1945 y que tuvo lugar en el palacio Cecilienhof. En la conferencia se negoció el Acuerdo de Potsdam. Los participantes fueron la Unión Soviética, el Reino Unido y Estados Unidos, los más poderosos de los aliados que derrotaron a las potencias del Eje en la Segunda Guerra Mundial. Los jefes de Gobierno de estas tres naciones eran el secretario general del Partido Comunista de la Unión Soviética, Iósif Stalin, el primer ministro británico Winston Churchill (posteriormente Clement Attlee) y el presidente estadounidense Harry S. Truman, respectivamente.
Stalin, Churchill y Truman (así como Clement Attlee, que sucedió a Churchill tras ganar las elecciones de 1945) habían acordado decidir cómo iban a administrar Alemania, que se había rendido incondicionalmente nueve semanas antes, el 8 de mayo. Los objetivos de la conferencia también incluían el establecimiento de un orden de posguerra, asuntos relacionados con tratados de paz y el estudio de los efectos de la guerra.

## Acuerdos de la conferencia

Viejas y nuevas fronteras polacas.

- La devolución de todos los territorios europeos anexionados por la Alemania nazi desde 1938 y la separación de Austria.
- La desmilitarización, desnazificación, democratización, descentralización[5] y descartelización de Alemania.[6]
- La división de Alemania y Austria en cuatro zonas de ocupación (ya acordada en la conferencia de Yalta), y una división similar de Berlín y Viena.[5]
- La persecución de los criminales de guerra nazis.[5]
- El establecimiento temporal de la línea Oder-Neisse, que sería la frontera del territorio administrado por el Gobierno de Polonia. (La frontera final entre Alemania y Polonia debía ser discutida en una conferencia de paz final.)
- El reasentamiento «de forma ordenada y humana»[7] de las minorías alemanas de Polonia, Hungría y Checoslovaquia dentro de las nuevas fronteras establecidas para Alemania y Austria.
- Acuerdo para la reconstrucción. Los aliados estimaron sus pérdidas en 200 000 millones de dólares. Alemania fue obligada a pagar únicamente 20 000 millones en productos industriales y mano de obra. Sin embargo, la Guerra Fría evitó que se pagara esta deuda.
- La declaración de Potsdam del Reino Unido, los Estados Unidos y China, la cual exigió la rendición incondicional de Japón.[8]
- Stalin inicialmente quería la ruptura de toda relación con el Gobierno de Franco. Finalmente, se llegó al acuerdo que Estados Unidos, la URSS y Gran Bretaña se opondrían a la entrada de España en la Organización de Naciones Unidas.[cita requerida]. No hay documento histórico que avale que en la Conferencia de Postdam se hablase de la situación de España tras la guerra civil española.
- Esto llevaría más tarde a un mundo bipolar en la Guerra Fría, donde por primera vez el comunismo y el capitalismo se separarían de una forma física.
- El resto de los asuntos debían tratarse en una conferencia de paz final tan pronto como fuera posible.